# توني بيركنز (عالم أرصاد)
توني بيركنز (بالإنجليزية: Tony Perkins)‏ هو عالم أرصاد أمريكي، ولد في 25 أغسطس 1959 في نيويورك في الولايات المتحدة.